# Rue Julie-Daubié
La rue Julie-Daubié est une voie située dans le quartier de la Gare du 13e arrondissement de Paris, en France.

## Situation et accès
La rue Julie-Daubié est desservie par les lignes 14 et RER C à la station Bibliothèque François-Mitterrand.
Elle a pour particularité de suivre le même trajet que la rue Watt, mais superposée à celle-ci, quasiment au-dessus, le faisceau ferroviaire de la gare d'Austerlitz étant intercalé entre les deux.

## Origine du nom
Elle rend hommage à Julie-Victoire Daubié (1824-1874), première femme à obtenir le baccalauréat en 1861.

## Historique
Cette voie privée est créée sur des terrains appartenant à la SNCF dans le cadre de l'aménagement de la zone Masséna de la ZAC Paris-Rive-Gauche, sous le nom provisoire de « voie BX/13 », puis partie du tronçon en retour de la rue Léo-Frankel vers la rue Jeanne-Chauvin, la rue prend son nom actuel le 9 octobre 2007.